# 黒滝村

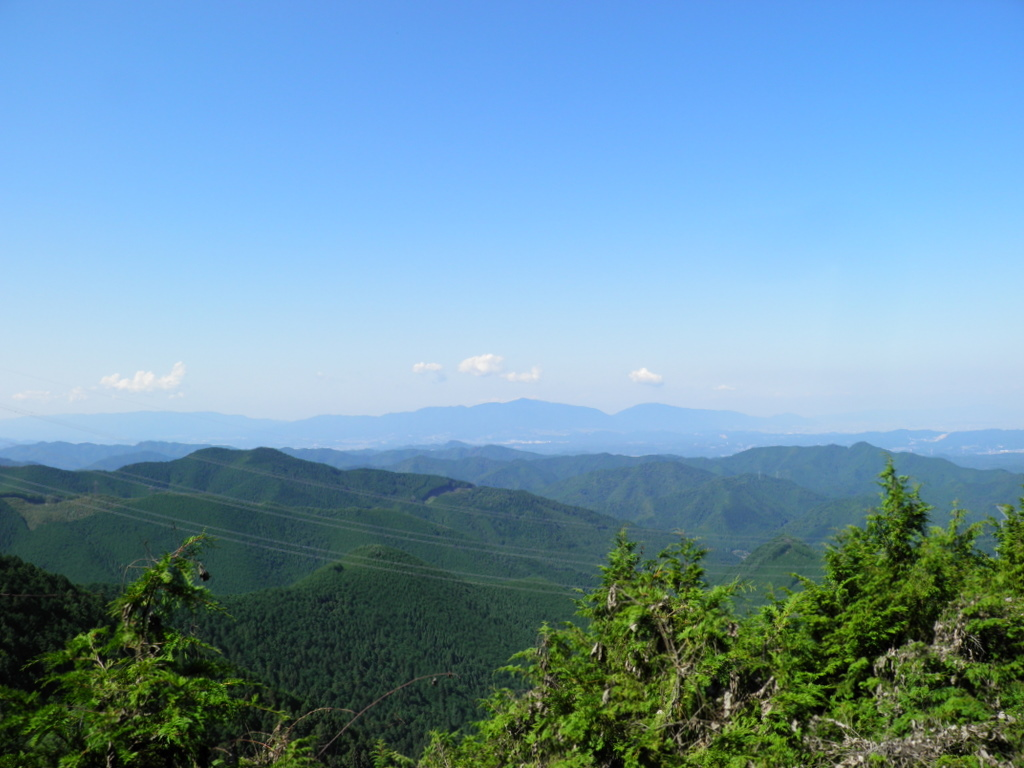
村南端の小南峠から黒滝村方面を望む

旧役場庁舎 (民俗資料館)

黒滝村（くろたきむら）は、奈良県の中部に位置する吉野郡に属する村。村の総面積の約97パーセントが林野で、日本有数の吉野杉の産地である。その位置から“奈良のへそ”をキャッチフレーズとしている。

## 地理
大峰山脈北部（吉野山の南側、主脈の西側）にある山間の村落からなる。
- 山岳： 大天井ヶ岳、四寸岩山、扇形山、柏原山、百貝岳
- 河川： 黒滝川（紀の川水系大和丹生川の上流部）

### 地名
大字・小字
- 赤滝（あかたき）
  - 北野
- 粟飯谷（あわいだに）
- 笠木（かさぎ）
- 桂原（かつらはら）
- 寺戸（てらど）
- 鳥住（とりすみ）
- 堂原（どうばら）
- 中戸（なかと）
- 長瀬（ながせ）
- 槇尾（まきお）
- 御吉野（みよしの）
- 脇川（わきがわ）

## 歴史
- 1912年（明治45年）7月1日 – 南芳野村が分割され、大字赤滝・中戸・寺戸・脇川・槇尾・鳥住・才谷・粟飯谷・堂原・御吉野・長瀬・桂原・笠木（旧・黒滝郷）の区域をもって発足。
- 1949年（昭和24年）5月3日 – 大字才谷を秋野村に編入。
- 2004年から天川村との合併が協議されていたが、2005年3月31日をもって廃止された。
- 2023年3月31日、前年に村が出資する第三セクターの黒滝森物語村が雇用調整助成金を騙し取った事件を受けて、辻村源四郎村長(当時69歳)が辞職し政界を引退した。第三セクターの副社長は詐欺容疑で逮捕された[2]。

### 村域の変遷
| 明治22年 | 明治45年 | 現在   |
| -------- | -------- | ------ |
| 奈良県   |          |        |
| 吉野郡   |          |        |
| 南芳野村 | 黒滝村   | 黒滝村 |

## 行政
- 現村長：植田忠三郎(2023年4月～)
- 議会 : 定数6[3]

なお、衆議院議員選挙の選挙区は「奈良県第3区」、奈良県議会議員選挙の選挙区は「吉野郡選挙区」（定数： 2）となっている。

## 経済

### 産業
- 林業
- コンニャク作りが盛んである。

### 農業協同組合
- JAならけん 黒滝支店（寺戸）

### 日本郵政グループ
（※2014年6月現在）
- 日本郵便 黒滝郵便局（寺戸） – 集配局。ゆうちょ銀行ATMのホリデーサービス実施局。

※ 村内の郵便番号は「638-02xx」（黒滝郵便局の集配担当）となっている。

## 地域

### 人口
| |                                        |  |
| 黒滝村と全国の年齢別人口分布（2005年） | 黒滝村の年齢・男女別人口分布（2005年） |  |
| ■紫色 ― 黒滝村 ■緑色 ― 日本全国 | ■青色 ― 男性 ■赤色 ― 女性              |  |
| 黒滝村（に相当する地域）の人口の推移 \| 1970年（昭和45年） \| 2,009人 \| \| \| 1975年（昭和50年） \| 1,845人 \| \| \| 1980年（昭和55年） \| 1,788人 \| \| \| 1985年（昭和60年） \| 1,550人 \| \| \| 1990年（平成2年） \| 1,472人 \| \| \| 1995年（平成7年） \| 1,324人 \| \| \| 2000年（平成12年） \| 1,194人 \| \| \| 2005年（平成17年） \| 1,076人 \| \| \| 2010年（平成22年） \| 840人 \| \| \| 2015年（平成27年） \| 660人 \| \| \| 2020年（令和2年） \| 623人 \| \| |                                        |  |
| 総務省統計局 国勢調査より |                                        |  |
| 1970年（昭和45年） | 2,009人                                |  |
| 1975年（昭和50年） | 1,845人                                |  |
| 1980年（昭和55年） | 1,788人                                |  |
| 1985年（昭和60年） | 1,550人                                |  |
| 1990年（平成2年） | 1,472人                                |  |
| 1995年（平成7年） | 1,324人                                |  |
| 2000年（平成12年） | 1,194人                                |  |
| 2005年（平成17年） | 1,076人                                |  |
| 2010年（平成22年） | 840人                                  |  |
| 2015年（平成27年） | 660人                                  |  |
| 2020年（令和2年） | 623人                                  |  |

奈良県統計

- 2007年10月1日現在: 982人
- 人口増加率（2002年→2007年）: -13.4%

### 教育
- 黒滝村立黒滝中学校[5]
- 黒滝村立黒滝小学校[5]
- 黒滝村立黒滝こども園[5]

## 交通

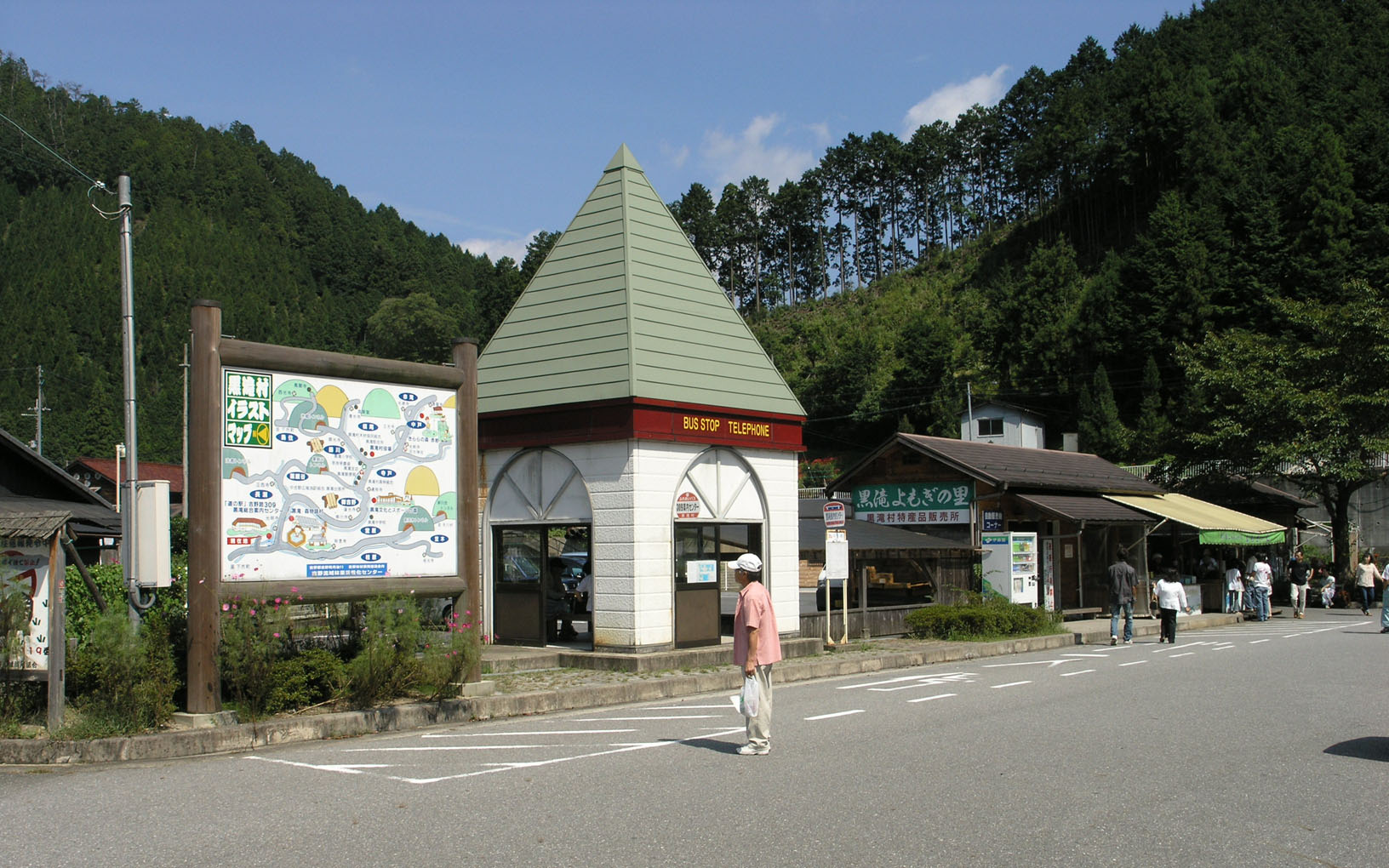
道の駅吉野路 黒滝。黒滝案内センターバス停（手前）
特産品販売所（奥）

### 鉄道
村内を鉄道路線は走っていない。
最寄り駅は、近畿日本鉄道（近鉄）吉野線下市口駅で、同駅には村への路線バスが発着する。

### 路線バス
- 奈良交通
  - 大淀町 - 下市町 - 黒滝村 - 天川村
- 黒滝ふれあいバス（村内運行のコミュニティバス）

奈良交通のバスは国道309号を走行し長瀬・桂原・笠木地区を経由するが、村の中心部が国道から外れているため村中心部は経由しない。村役場など村中心部と村外の間を行き来する場合、道の駅吉野路 黒滝（黒滝案内センター）で奈良交通バスと黒滝ふれあいバスを乗り継ぐことになる。

### 道路

#### 国道
- 国道309号 – 道の駅吉野路 黒滝

#### 県道

##### 主要地方道
- 奈良県道48号洞川下市線

##### 一般地方道
- 奈良県道138号赤滝五條線

## 名所・旧跡・観光スポット・祭事・催事

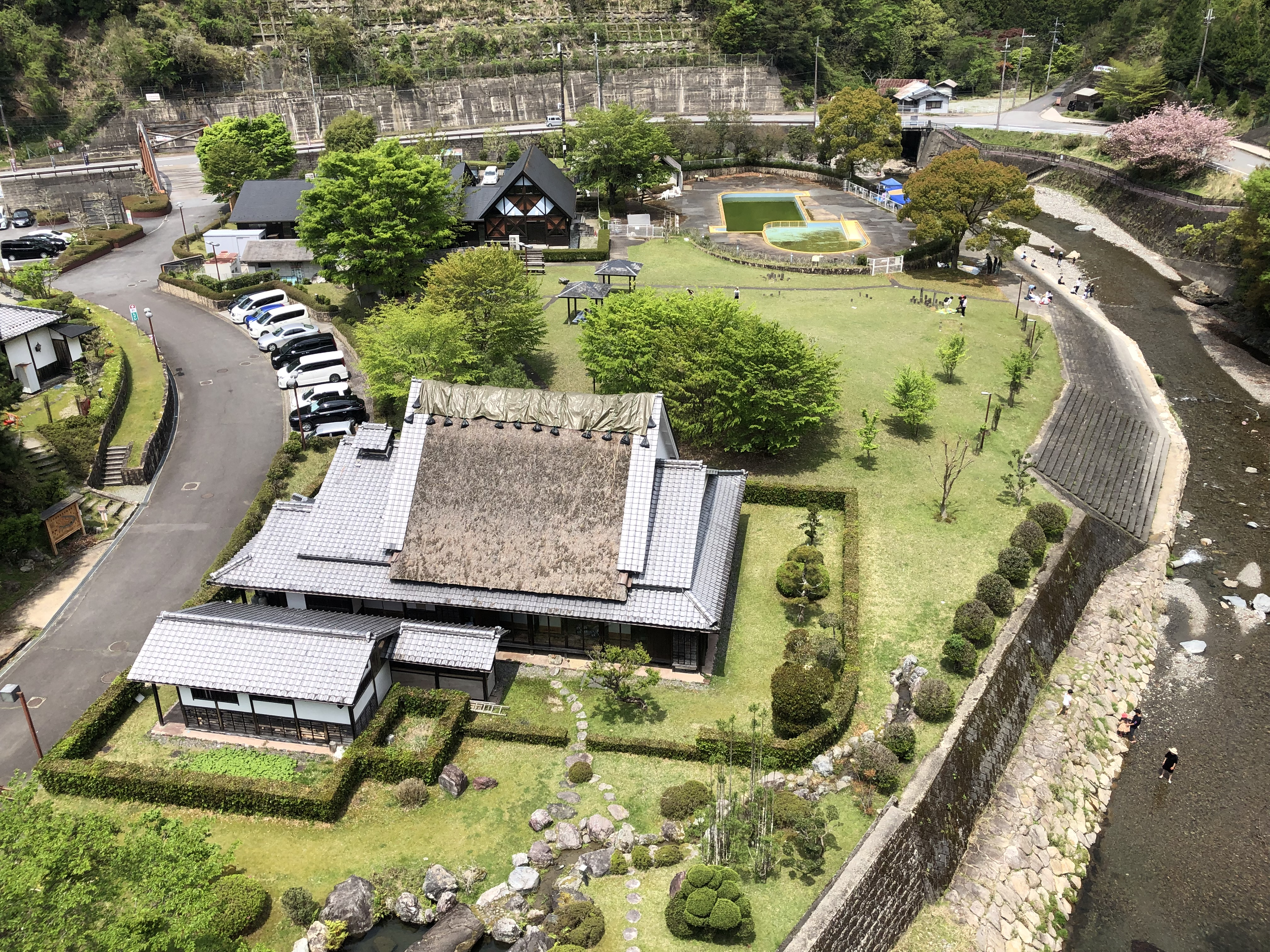
黒滝・森物語村

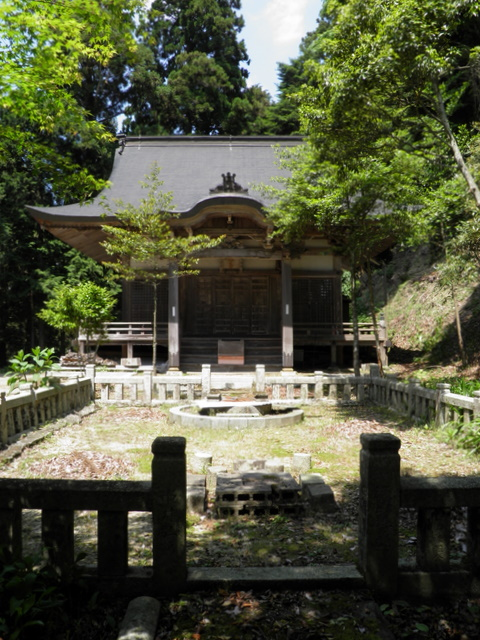
鳳閣寺本堂

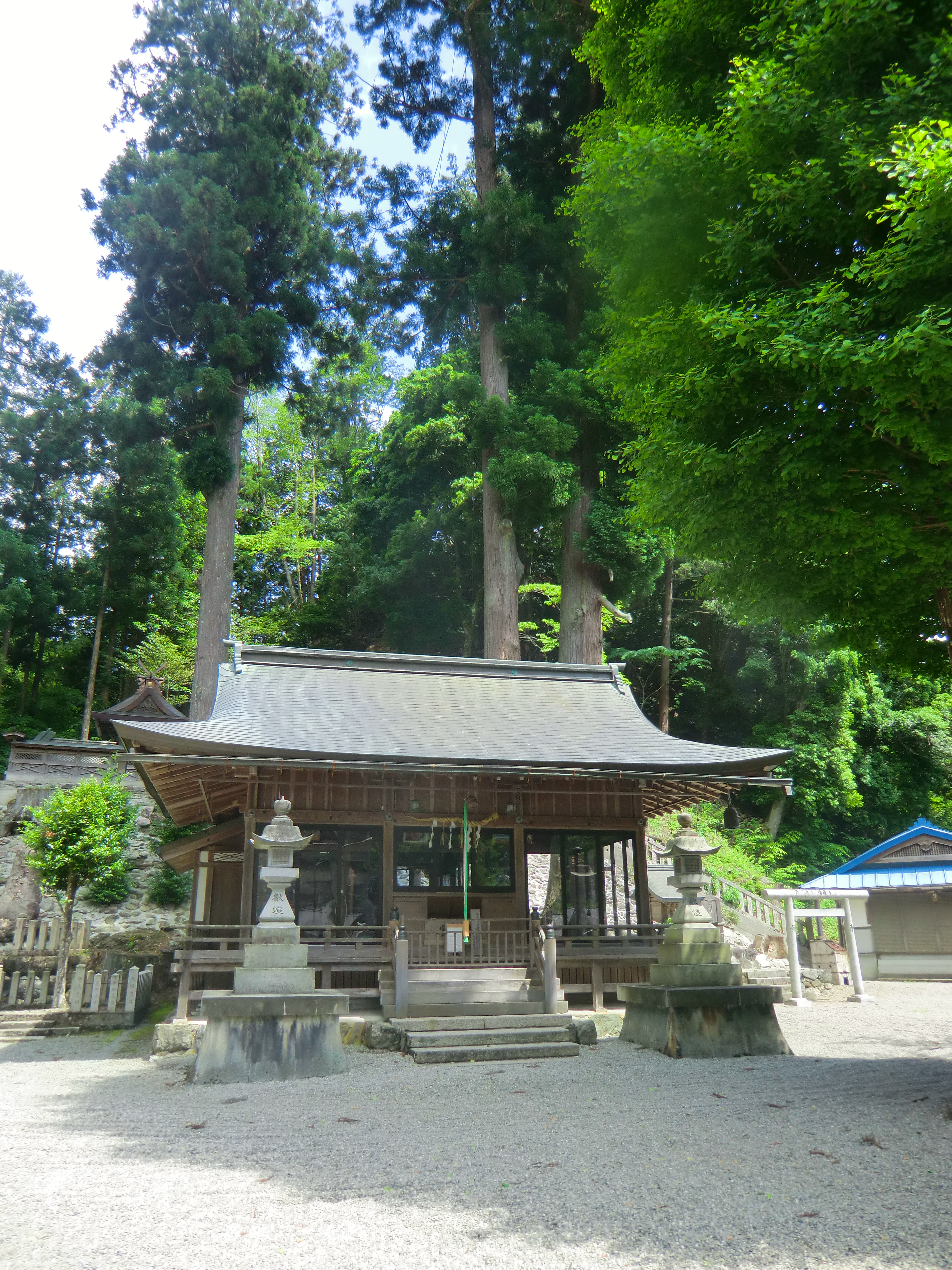
河分神社

- 鳳閣寺（鳥住） – 役行者創建
  - 理源大師廟塔
- 高算堂（槙尾）
- 河分神社（中戸）

### 観光スポット
- 黒滝・森物語村
  - 黒滝吊橋
  - 黒滝村歴史資料館 – 旧役場庁舎（県重文）
- 赤岩渓谷
  - きららの森・赤岩

### 催事
- 鳳閣寺火渡り神事（7月）

### 神社
- 河分神社
- 八幡神社 (黒滝村桂原)（桂原八幡神社）[6]
- 八幡神社 (黒滝村長瀬)（長瀬八幡神社）[7]
- 八幡神社 (黒滝村笠木)
- 八幡神社 (黒滝村粟飯谷)
- 春日神社 (黒滝村鳥住) – 百貝岳に位置し、西光寺、鳳閣寺、百貝構居跡、百貝城南曲輪跡に隣接
- 稲荷神社 (黒滝村)
- 八王子神社 (黒滝村)[8]

### 寺院
- 鳳閣寺
- 西光寺
- 瀧光寺
- 聞光寺
- 遍照寺
- 黒滝村善龍寺
- 光徳寺
- 稱念寺
- 正光寺
- 祐光寺 – 笠木